# Ensenada de la Broa
Ensenada de la Broa är en vik i Kuba. Den ligger i den västra delen av landet, 70 km sydost om huvudstaden Havanna.